# Пейчева, Гергана
Гергана Пейчева (болг. Гергана Пейчева); родилась 30 июля 2003 года) — болгарская шахматистка, международный мастер среди женщин (2020), победительница командного чемпионата Европы по шахматам среди женщин (2023).

## Биография
Гергана Пейчева выступала за Болгарию на юношеском чемпионате Европы по шахматам и юношеском чемпионате мира по шахматам. В 2014 году Гергана Пейчева выиграла чемпионат Европы среди школьников по шахматам в возрастной группе девочек G11.
Гергана Пейчева дважды выиграла чемпионат Болгарии по быстрым шахматам среди женщин: в 2019 и в 2022 году.
Гергана Пейчева выступала за Болгарию на шахматной олимпиаде среди женщин:
- в 2022 году на второй доске в 44-й шахматной олимпиады (женщины) в Ченнаи (+3, =5, -1)[4].

Гергана Пейчева выступала за Болгарию на командном чемпионате Европы по шахматам среди женщин:
- в 2023 году на четвертой доске в Будве (+4, =3, -2) и стала победительницой в командном зачете[5].

В 2018 году ей было присвоено звание мастера ФИДЕ (FM), а два года спустя она получила звание международного мастера среди женщин (WIM). Также Гергана Пейчева является инструктором ФИДЕ (2020).

## Изменения рейтинга
| Графики недоступны из-за технических проблем. См. информацию на Фабрикаторе и на mediawiki.org. |